# Buick Model D
La Model D è un'autovettura prodotta dalla Buick dal 1907 al 1908. Omologhe alla vettura erano la Model S, la Model H e la Model K. La prima vettura citata era la sua versione roadster, mentre la H e la S erano le versioni torpedo e roadster con cambio planetario. Ai quattro modelli nel 1909 successero le Model 16 e Model 17 a cui seguirono, negli anni successivi, le Model 38 e Model 39 (1911), la Model 43 (1912) e la Model 40 (1913).

## Storia

### Model D, H, K e S (1907-1908)
La Model D e la Model S erano dotate di un motore a quattro cilindri in linea da 4 178 cm³ di cilindrata che erogava 30 CV di potenza a 1 230 giri. Il propulsore era anteriore, mentre la trazione era posteriore. Il moto alle ruote posteriori era trasmesso tramite un giunto cardanico. La roadster aveva un passo di 2 604 mm, mentre la torpedo di 2 705 mm. 

### Model 16 e 17 (1909–1910)
Nel 1909 furono introdotti i due modelli che sostituirono le quattro vetture precedenti. La Model 16 e la Model 17, questi  i loro nomi, avevano una carrozzeria, rispettivamente, roadster e torpedo. Entrambi i modelli erano dotati di un motore a quattro cilindri in linea da 5 211 cm³ e 32,4 CV. La roadster aveva un passo di 2 845 mm, mentre la torpedo di 2 858 mm. Rispetto ai modelli predecessori, le due nuove vetture possedevano una linea più moderna.
Di Model 16 ne furono assemblati 2 749 esemplari, mentre le unità prodotte di Model 17 ammontavano a 8 005.  

### Model 38 e 39 (1911)
Nel 1911 la Model 16 e la Model 17 furono sostituite, rispettivamente, dalla Model 38 e la Model 39. La cilindrata del motore rimase immutata a fronte di un aumento della potenza che raggiunse i 48 CV. Di Model 38 ne furono assemblati 153 esemplari, mentre di Model 39 ne vennero prodotte 905 unità. 

### Model 43 (1912)
Nel 1912 la Model 38 e la Model 39 furono sostituiti dalla Model 43. Dopo l'uscita di scena della Model 41, la Model 43 divenne la vettura di punta della gamma Buick. Il motore installato sulla Model 43 era il medesimo di quello montato sulle due vetture antenate.
Di Model 43 ne furono assemblati 1.501 esemplari. 

### Model 40 (1913)
Nel 1913 la Model 43 venne sostituita dalla Model 40. Il motore era il medesimo, mentre il passo fu accorciato. La Model 40, a differenza della vettura antenata, montava la selleria in pelle.
Di Model 40 ne furono costruiti 1.506 esemplari. Fu tolta dai listini solo dopo un anno di produzione senza essere sostituita da nessun altro modello.